# Teodor Bălan

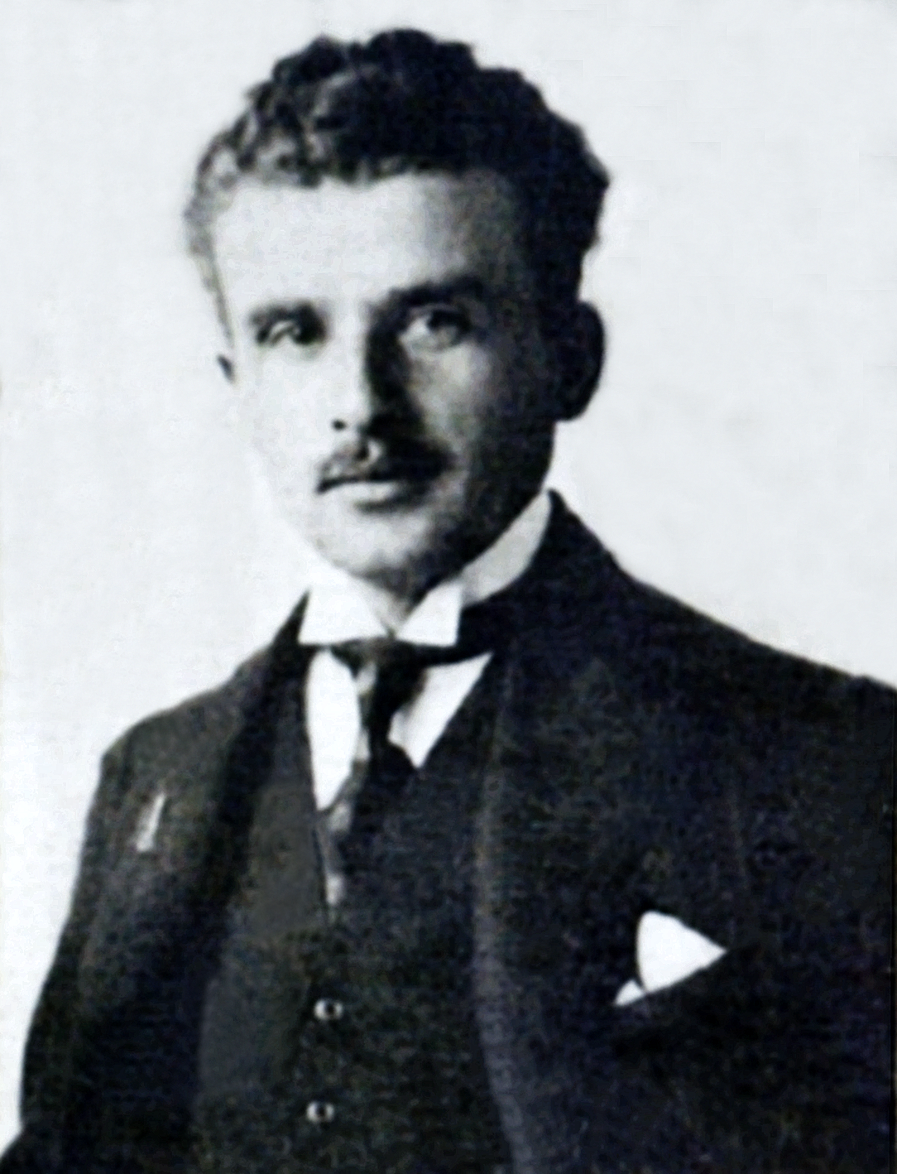
Teodor Bălan în anul 1910

Teodor Bălan, născut ca Theodorus Gregorius Balan, (n. 26 iulie 1885, Cacica, Ducatul Bucovinei, Austro-Ungaria – d. 25 noiembrie 1972, Gura Humorului, Suceava, România), a fost un istoric român, docent și conferențiar universitar la Universitatea din Cernăuți (1932-1940) și director al Comisiei Arhivelor Statului din Cernăuți (1929-1940). Lucrarea sa principală este "Documente bucovinene", publicată în șase volume.

## Biografie

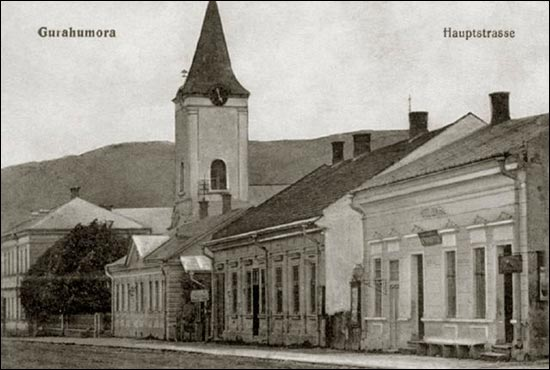
Gura Humorului, 1900

Născut la Gura Humorului în familia lui Grigorie și a Mariei Bălan, provenind pe linie paternă dintr-o familie de origine transilvăneană. A urmat școala primară și liceul la Cernăuți și apoi cursurile Facultății de Litere și Filosofie din Cernăuți, specializarea istorie-geografie. Studiile superioare le-a continuat la Viena (1904-1908). 
După absolvire, a lucrat ca profesor secundar la Câmpulung Moldovenesc, Cernăuți, Suceava în perioada anilor 1908-1932. A publicat în această perioadă un manual de istorie a românilor în limba germană ("Geschichte der Rumänen. Lehrbuch für die oberste Klasse der Mittelschulen", 1919) și un compendiu de istorie a românilor pentru pregătirea examenului de bacalaureat ("Chestiuni de istoria românilor pentru bacalaureat", 1928).
Între anii 1922-1923 s-a aflat la Viena, unde a încercat să-și susțină doctoratul în istorie cu lucrarea "Der Rumänenaufstand in Siebenbürgen in den Jahren 1848-1849" (Revoluția română din Transilvania din 1848/1849), dar a fost nevoit să renunțe din cauza dificultăților financiare. Își susține doctoratul abia în 1927, dar de această dată la Universitatea din Cernăuți cu o altă teză, "Suprimarea mișcărilor naționale din Bucovina în timpul războiului mondial 1914-1918".
Ca urmare a pregătirii sale profesionale și a titlurilor științifice obținute, Teodor Bălan a predat între anii 1932-1940 la Universitatea din Cernăuți, catedra de istorie românească, mai întâi ca docent universitar, iar apoi pe post de conferențiar. A avut o activitate publicistică prestigioasă, publicând până în anul 1947 un număr de 126 de titluri, printre care se aflau șase volume de "Documente bucovinene", apărute între 1933 și 1942. Lucrările sale s-au concentrat pe istoria sa regională, a Moldovei de Nord, pe un vast areal temporal, din Evul Mediu și Până în Contemporaneitate. Prin studiile sale a reușit să ofere o viziune completă asupra anumitor personalități din zona sa natală precum Eudoxiu Hurmuzaki și Dimitrie Onciul.
Pasionat de studiul documentelor din arhive, el a fost membru (1924-1932) și apoi director (1933-1941) al Comisiei Arhivelor Statului din Cernăuți. În această calitate, a participat efectiv la organizarea Arhivelor Bucovinene din Cernăuți: a ordonat documentele, le-a catalogat, a dispus măsuri de salvare a documentelor oficiale (ale Comitetului Țării Bucovinei, Consiliului Școlar al Bucovinei, ale bisericilor și mănăstirilor din Bucovina etc.) în dorința de a demonstra atât caracterul românesc al Bucovinei, cât și continuitatea românilor în spațiul Bucovinei. El a tradus și publicat documente de o mare importanță, care au contribuit la dezvoltarea istoriografiei românești. A îndeplinit apoi funcția de director al Bibliotecii Universitare din Cernăuți (1941-1945).
După al doilea război mondial, s-a retras la Gura Humorului, unde a continuat să colecteze și să prelucreze documente, dar autoritățile comuniste nu au mai permis ca numele său să mai apară în nici o publicație. Între anii 1957-1972, el a reușit să publice 11 articole și studiul "Din istoria Cîmpulungului Moldovenesc", urmate de alte trei articole apărute postum. Au rămas numeroase lucrări în manuscris, publicate după 1990.
Teodor Bălan a decedat la 25 noiembrie 1972.
În prezent, Școala Gimnazială „Teodor Bălan” Nr. 3 din Gura Humorului îi poartă numele. Mai departe, o stradă în comuna lui de naștere precum în Suceava au fost denumite după el.

## Lucrări publicate

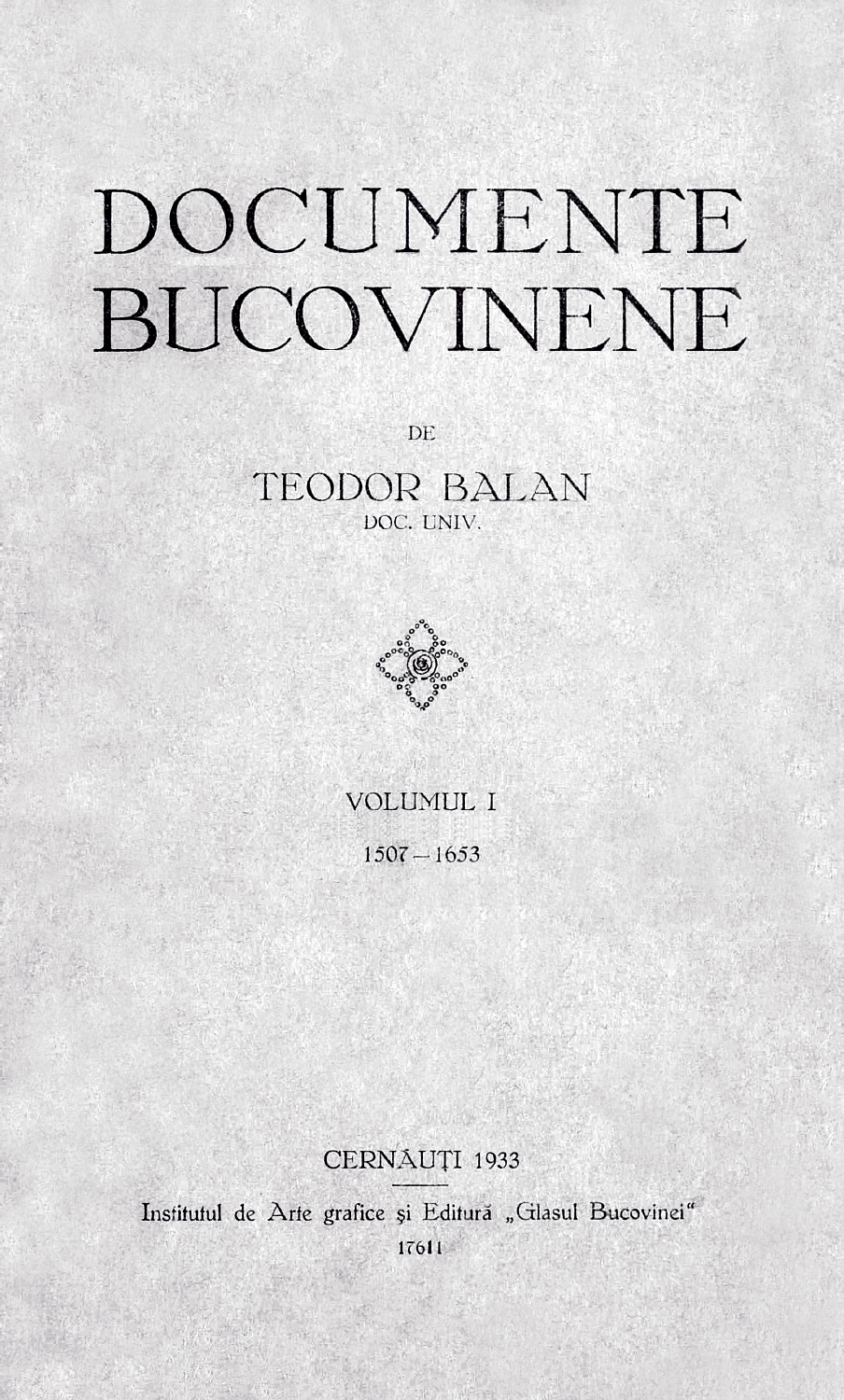
Prima pagine a documente bucovinene I din 1933

- "Geschichte der Rumänen. Lehrbuch für die oberste Klasse der Mittelschulen" (1919)
- "Suprimarea mișcării naționale din Bucovina pe timpul războiului mondial 1914–1918" (1923)
- "Răscoala țăranilor din ocolul Câmpulungului Moldovenesc din anul 1805" (1923)
- "Frații George și Alexandru Hurmuzachi și ziarul Bucovina" (Cernăuți, 1924)
- "Moșia Cernauca și familia Hurmuzachi" (1925)
- "Teodor Racoce și Cherstomaticul românesc" (1925)
- "Țara Șepenicului" (1926)
- "Arcășiile din Bucovina" (1926)
- "Familia Onciul" (Ed. Glasul Bucovinei, Cernăuți, 1927)
- Forum nobilium din Bucovina" (1927)
- "Chestiuni de istoria românilor pentru bacalaureat" (1928)
- "Berladnicii" (1928)
- "Bucovina în Războiul Mondial" (1929)
- "Noui documente câmpulungene" (Tipografia "Mitropolitul Silvestru", Cernăuți, 1929)
- "Refugiații moldoveni în Bucovina 1821 și 1848" (1929)
- "Der Ursprung der Familie Constantinovici-Grecul" (1930)
- "Teodor Racoce: Cherstomaticul românesc din anul 1820" (1930)
- "Vornicia în Moldova" (1931)
- "Serbarea de la Putna" (1932)
- "Documente bucovinene. Vol. I. 1507-1653" (Institutul de Arte grafice și Editură "Glasul Bucovinei", Cernăuți, 1933)
- "Documente bucovinene. Vol. II. 1519-1662" (Institutul de Arte grafice și Editură "Glasul Bucovinei", Cernăuți, 1934)
- "Răspuns d-lui Constantin V. Dimitriu" (1935)
- "Documente bucovinene. Vol. III. 1573-1720" (Institutul de Arte grafice și Editură "Glasul Bucovinei", Cernăuți, 1937)
- "Procesul Arboroasei 1872–1875" (1937)
- "Satele dispărute din Bucovina" (1937)
- "Dimitrie Onciul" (Tiparul ”Mitropolitul Silvestru”, Cernăuți, 1938)
- "Rolul lui Vasile Bodnărescu în preajma Unirii" (1938)
- "Documente bucovinene. Vol. IV" (Cernăuți, 1938)
- "Documente bucovinene. Vol. V. 1745-1760" (Cernăuți, 1939)
- "Domnul Moldovei Grigorie Ghica și ziarul "Bucovina" 1850" (1943)
- "Documente bucovinene. Vol. VI" (Casa Școalelor, București, 1943)
- "Activitatea refugiaților moldoveni în Bucovina" (Sibiu, 1944)
- "Eudoxiu Hurmuzachi și colecția sa de documente" (1944)
- "Lămurirea unei confuzii istorice" (1945)
- "Câteva  documente  bistrițene" (Muzeul Brukenthal din Sibiu, 1946)
- "Din istoricul Câmpulungului Moldovenesc" (1960)
- "Istoria teatrului românesc în Bucovina istorică" (Ed. Academiei Române, București, 2005) - ediție după manuscrise de Dumitru Vatamaniuc
- "Documente bucovinene. Vol. VII–IX" (Ed. Taida, Iași, 2005–2006) - ediție îngrijită, note și comentarii de prof.univ. dr. Ioan Caproșu
- "Die Geschichte des deutschen Theaters in der Bukowina 1825–1877/Istoria teatrului german în Bucovina 1825–1877" (Ed. Anima, București, 2007) - editată după manuscrise de către D. Vatamaniuc
- "Conflictul pentru Tricolor. Un capitol din istoria politică a Bucovinei, 1898–1904" (Ed. Academiei Române, București, 2007) - ediție îngrijită, note, comentarii și cronologie de Marian Olaru